# Jebalamai Susaimanickam

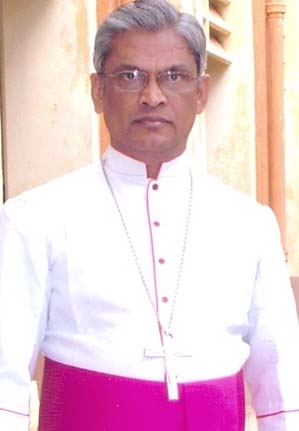
Bischof Jebalamai Susaimanickam

Jebalamai Susaimanickam (* 25. September 1945 in Maruthakanmoi) ist ein indischer Geistlicher und emeritierter römisch-katholischer Bischof von Sivagangai.

## Leben
Jebalamai Susaimanickam empfing am 27. Januar 1971 die Priesterweihe.
Papst Johannes Paul II. ernannte ihn am 1. April 2005 zum Koadjutorbischof von Sivagangai. Der Erzbischof von Madurai, Peter Fernando, spendete ihm am 15. Mai desselben Jahres die Bischofsweihe; Mitkonsekratoren waren Antony Devotta, Bischof von Tiruchirapalli, und Edward Francis, Bischof von Sivagangai.
Nach der Emeritierung Edward Francis’ folgte er diesem am 1. September 2005 im Amt des Bischofs von Sivagangai nach. Am 25. September 2020 nahm Papst Franziskus das von Jebalamai Susaimanickam aus Altersgründen vorgebrachte Rücktrittsgesuch an.